# La Vid de Bureba
La Vid de Bureba è un comune spagnolo di 17 abitanti situato nella comunità autonoma di Castiglia e León.